# Акіяма Макіо
| 5333 Каная [A]                           | 18 жовтня 1990    |
| 5334 Мішіма [A]                          | 8 лютого 1991     |
| 5743 Като [A]                            | 19 жовтня 1990    |
| 6251 Сецуко [A]                          | 25 лютого 1992    |
| 6419 Сусоно [A]                          | 7 грудня 1993     |
| 6792 Акіяматакасі [A]                    | 30 листопада 1991 |
| 6961 Ашітака [A]                         | 26 травня 1989    |
| 7472 Кумакірі [A]                        | 13 лютого 1992    |
| 8273 Апатея [A]                          | 29 листопада 1989 |
| 9033 Каване [A]                          | 4 січня 1990      |
| 28004 Теракава                           | 2 грудня 1997     |
| 29624 Суґіяма                            | 2 жовтня 1998     |
| 35441 Кіоко                              | 31 січня 1998     |
| 40994 Текарідаке                         | 20 жовтня 1999    |
| 53157 Акайсідаке                         | 5 лютого 1999     |
| 55873 Сіомідаке                          | 26 жовтня 1997    |
| A відкриті у співпраці з Тосімаса Фурута |                   |

Макіо Акіяма (яп. 秋山 万喜夫, Акіяма Макіо, народився 1950 року) — японський астроном з обсерваторії Сусоно (Susono Observatory) (886). Протягом 1989—1999 роки відкрив 16 малих планет, які були занесені у Центр Малих Планет.
У 1992 році відкрив астероїд 6251 Сецуко у співпраці з астрономом Тосімасой Фурута, а у травні 1996 року назвав його на честь своєї дружини Сецуко Акіями (нар. 1953)(M.P.C. 27129).
Астероїд головного поясу 4904 Макіо, що виявли Йосікане Мідзуно і Тосімаса Фурута в обсерваторії Кані (403) у 1989 році, названий на честь Акіями. Перелік найменувань відкритих їм малих планет був опублікований 5 березня 1996 року (M.P.C. 26763).